# Часопис на мрежи
Онлајн магазин се објављује на светској мрежи и назива се вебзин.
У употреби су и страни термини попут: е-зин, сајберзин и хајперзин. Слично томе, поједини интернет часописи себе називају „електронским магазинима“.
Онлајн магазин има сличности са блоговима и интернет новинама, али се обично разликују по уређивачкој политици. Онлајн часописи обично имају уреднике који врше преглед и корекцију примљених текстова како би их ускладили захтевима издавача и читалаца.
Многи велики издавачи поред штампане верзије часописа, на интернету постављају и њихове дигиталне верзије. Неки издавачи часописе објављују и у више дигиталних формата, као HTML документ који има облик класичне интернет странице, или као Flash верзију која ће личити на штампано издање са дигиталним окретањем страница.
Онлајн магазини спадају у област интернет новинарства.

## Пословни модел
Многи свеопшти онлајн магазини своје садржаје пружају бесплатно, а зараду добијају преко продаје банер и рекламних позиција на сајту или од спонзора. Са друге стране, постоје онлајн часописи који ће само део садржаја поставити на бесплатно читање, а за преглед остатка је неопходно платити претплату. Светски часописи све више купцима штампаног издања остављају могућност да скенирањем кода за паметне телефоне, на свом уређају (без додатне новчане накнаде) добију часопис и у дигиталној форми.